# يورانيل

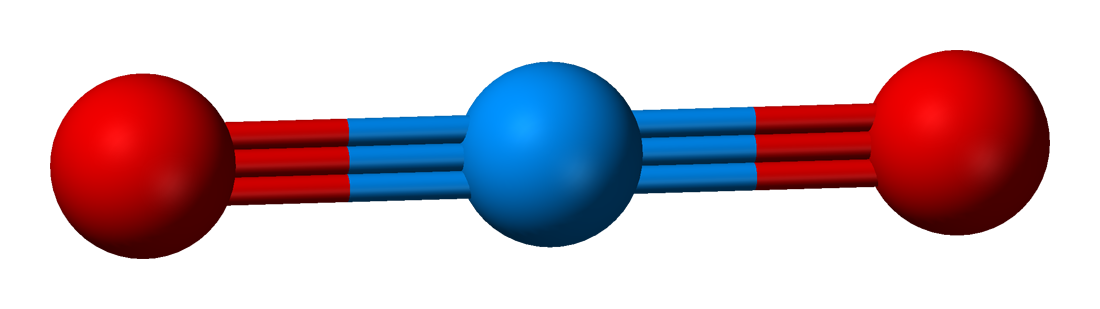
نموذج الكرة والعصا لـ.

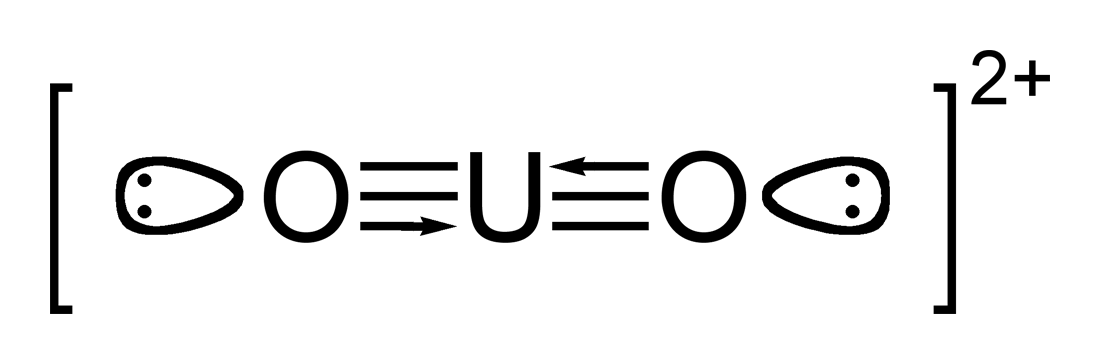
ذرة اليورانيل، تظهر الرابط U–O الثلاثية.

أيون اليوارانيل (بالإنجليزية: Uranyl ion) هي أيونات متعددة لأكسيد اليورانيوم يكون اليورانيوم فيه بحالة الأكسدة +6.، وصيغته الكيميائية UO22+، لديه صيغة خطية تحتوي روابط U–O قصيرة، تدل على وجود عدة روابط بين اليورانيوم والأكسجين. يمكن أن ترتبط أربع ربائط أو أكثر مع ايون اليورانيل في مستو استوائي. يشكل أيون اليورانيل العديد من المعقدات وبشكل خاص مع الربائط التي تحوي ذرات أكسجين مانحة. معقدات اليورانيوم مهمة في استخلاص اليورانيوم من خاماته وفي إعادة معالجة الوقود النووي.

## البنية والارتباط

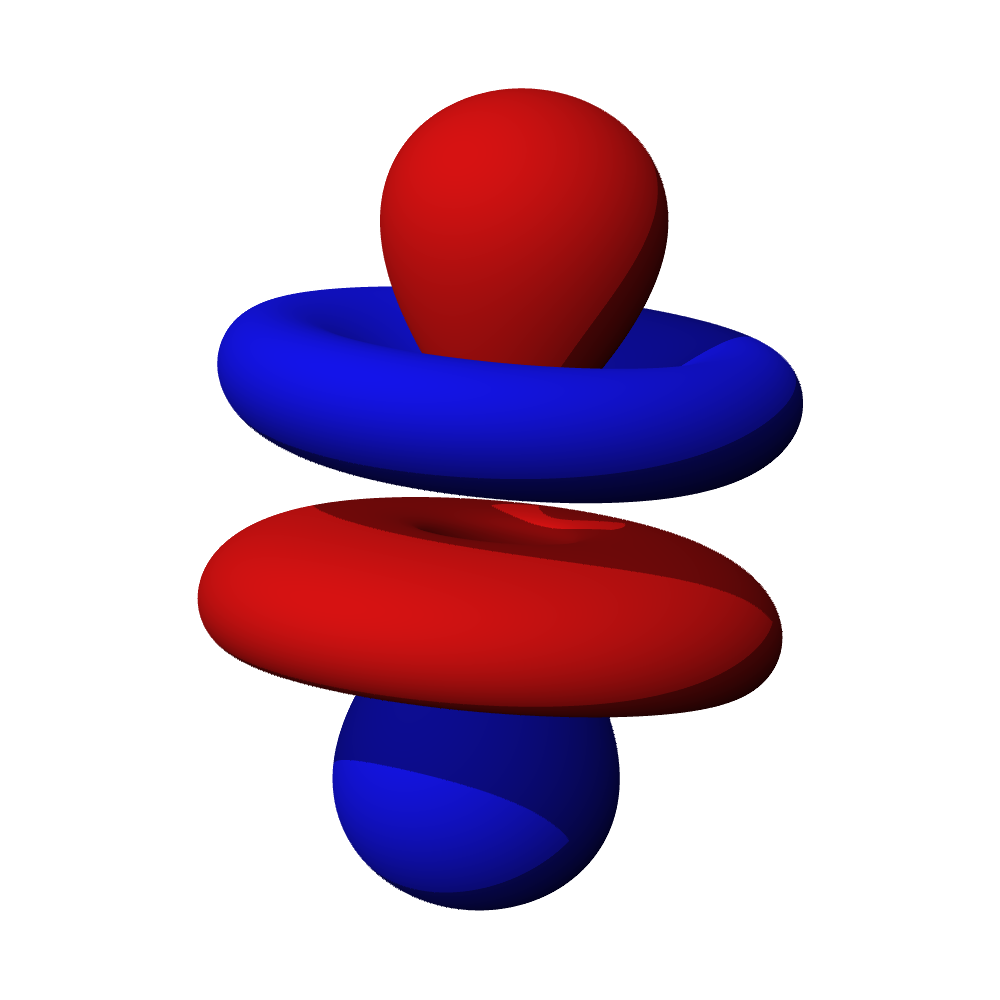
مدار fz^{3}.

أيون اليورانيل خطّيٌ ومتناظر، وطول كلا الرابطتين U–O حوالي 180 بيكومتر. أطوال الرابطة مؤشر على وجود روابط عديدة بين ذرات اليورانيوم والأكسجين. بما أن ذرة اليورانيوم(VI) لديها توزيع إلكتروني مماثل للغاز النبيل الذي يسبقها وهو الرادون، الإلكترونات المستخدَمة لتشكيل روابط U–O منحتها ذرات الأكسجين، وتوجد في مدارات ذرية فارغة في ذرة اليورانيوم. المدارات الفارغة ذات الطاقة الأقل هي 7s، 5f و6d. بلغة نظرية رابطة التكافؤ يمكن أن تتشكل روابط سيغما باستخدام dz2 وfz3 لبناء المدارات الهجينة (محور z يمر عبر ذرات الأكسجين). يمكن أن تستخدم (dxz, dyz) و (fxz2 و fyz2) تشكيل روابط باي. بما أن زوج المدارات d أو f المستخدم في الربط مضاعف الانفطار فإن ذلك يعادل في المجمل رتبة رابطة ثلاثية.